# Torneio Eraldo Gueiros de 1972
O Torneio Eraldo Gueiros ocorreu no ano de 1972, foi uma competição organizada pela Federação Pernambucana de Futebol (FPF) para manter os seus filiados em atividade. O torneio leva o nome do Governador Biônico do estado de Pernambuco na época, Eraldo Gueiros Leite (1971-1975), advogado e importante político pernambucano, também foi integrante do Superior Tribunal Militar. A disputa ocorreu no meio do ano, mais precisamente no mês de julho. A competição teve conotação estadual.

## Clubes participantes
- América
- Central
- Ferroviário do Recife
- Náutico
- Santa Cruz
- Sport

## Regulamento
A competição foi disputada em formato de pontos corridos, o torneio ocorreu em dois turnos com todos enfrentando todos em um total de 10 partidas para cada time, ao final da competição a equipe que estivesse em primeiro lugar era a campeã do torneio.

## Primeiro turno
| Time 1                | Placar | Time 2                | Data       |
| --------------------- | ------ | --------------------- | ---------- |
| Santa Cruz            | 4-0    | América               | 04/07/1972 |
| Sport                 | 0-0    | Central               | 04/07/1972 |
| Náutico               | 4-1    | Central               | 07/07/1972 |
| América               | 2-1    | Sport                 | 07/07/1972 |
| Santa Cruz            | 1-1    | Ferroviário do Recife | 12/07/1972 |
| Náutico               | 2-0    | América               | 12/07/1972 |
| Sport                 | 0-0    | Ferroviário do Recife | 16/07/1972 |
| América               | 2-1    | Central               | 16/07/1972 |
| Santa Cruz            | 1-0    | Central               | 19/07/1972 |
| Náutico               | 4-1    | Ferroviário do Recife | 19/07/1972 |
| Náutico               | 1-0    | Santa Cruz            | 23/07/1972 |
| América               | 1-1    | Ferroviário do Recife | 23/07/1972 |
| Sport                 | 1-0    | Náutico               | 26/07/1972 |
| Ferroviário do Recife | 1-3    | Central               | 26/07/1972 |
| Santa Cruz            | 1-1    | Sport                 | 30/07/1972 |

## Segundo turno
| Time 1                | Placar | Time 2                | Data       |
| --------------------- | ------ | --------------------- | ---------- |
| América               | 2-1    | Ferroviário do Recife | 30/07/1972 |
| Náutico               | 6-0    | Central               | 02/08/1972 |
| Sport                 | 1-1    | América               | 02/08/1972 |
| Santa Cruz            | 3-1    | Ferroviário do Recife | 06/08/1972 |
| Náutico               | 3-0    | América               | 06/08/1972 |
| Santa Cruz            | 4-1    | América               | 09/08/1972 |
| Sport                 | 2-0    | Central               | 09/08/1972 |
| Santa Cruz            | 6-0    | Central               | 13/08/1972 |
| Náutico               | 4-0    | Ferroviário do Recife | 13/08/1972 |
| Náutico               | 3-1    | Santa Cruz            | 16/08/1972 |
| Ferroviário do Recife | 1-0    | Sport                 | 16/08/1972 |
| Náutico               | 2-1    | Sport                 | 20/08/1972 |
| América               | 3-1    | Central               | 20/08/1972 |
| Santa Cruz            | 1-1    | Sport                 | 23/08/1972 |
| Ferroviário do Recife | 0-1    | Central               | 23/08/1972 |

## Classificação Final
| Classificação - Final | Classificação - Final | Classificação - Final | Classificação - Final | Classificação - Final | Classificação - Final | Classificação - Final | Classificação - Final | Classificação - Final | Classificação - Final |
| Time                  | Time                  | PG                    | J                     | V                     | E                     | D                     | GP                    | GC                    | SG                    |
| --------------------- | --------------------- | --------------------- | --------------------- | --------------------- | --------------------- | --------------------- | --------------------- | --------------------- | --------------------- |
| 1                     | Náutico               | 18                    | 10                    | 9                     | 0                     | 1                     | 29                    | 5                     | +24                   |
| 2                     | Santa Cruz            | 13                    | 10                    | 5                     | 3                     | 2                     | 22                    | 9                     | +13                   |
| 3                     | América               | 10                    | 10                    | 4                     | 2                     | 4                     | 12                    | 19                    | -7                    |
| 4                     | Sport                 | 9                     | 10                    | 2                     | 5                     | 3                     | 8                     | 8                     | 0                     |
| 5                     | Central               | 5                     | 10                    | 2                     | 1                     | 7                     | 7                     | 25                    | -18                   |
| 6                     | Ferroviário do Recife | 5                     | 10                    | 1                     | 3                     | 6                     | 7                     | 19                    | -12                   |

* Nota: Até 1994, cada vitória valia 2 pontos, entre 1975 e 1977 cada vitória por 2 ou mais gols de diferença dava um ponto extra ao vencedor.
* ²Nota: O Náutico se sagrou campeão invicto da competição.
| Torneio Eraldo Gueiros de 1972   |
| -------------------------------- |
| Clube Náutico Capibaribe Campeão |